# Timone d'Atene (ateniese)
Timone, del demo di Collito (V secolo a.C.), è stato un antico ateniese noto per la sua misantropia.

## Informazioni biografiche
Secondo Plutarco Timone visse durante l'era della guerra del Peloponneso (431 - 404 a.C.). Nella Lisistrata di Aristofane, il coro delle vecchie afferma che, sebbene Timone odiasse gli uomini, era amichevole e gentile nei confronti delle donne.
Secondo Luciano di Samosata, che gli dedicò una delle sue opere, Timone era il ricco figlio di Echecratide e diede fondo ai suoi beni per compiacere gli amici. Quando il patrimonio si esaurì, gli amici lo abbandonarono e Timone si ritirò a vivere fuori da Atene e a lavorare la terra. Un giorno trovò una pentola d'oro e i falsi amici tornarono da lui, ma Timone li scacciò in malo modo.

## Riferimenti culturali
- Secondo Strabone, dopo la sconfitta subita nella battaglia di Azio Marco Antonio costruì un tempio ad Alessandria d'Egitto che chiamò Timonium, dato che Antonio pensava, come Timone, di essere in un deserto, abbandonato dai suoi amici.[4]
- Timone è la figura che ispirerà il celebre dramma di William Shakespeare, il Timone d'Atene.
- In una lettera diretta ad Alexander Pope, Jonathan Swift afferma di conservare un differente tipo di misantropia rispetto a Timone.[5]
- Timone è l'interlocutore immaginario di Salvator Rosa nella sua satira "La guerra".
- Timone è menzionato nel Dialogo di Timandro e di Eleandro delle Operette morali di Giacomo Leopardi.